# 덴마바시역
덴마바시역(일본어: 天満橋駅)은 일본 오사카부 오사카시 주오구에 소재하는 게이한 전기철도와 오사카시 고속 전기궤도(오사카 메트로)의 역이다. 역 번호는 게이한이 KH03, 오사카 메트로가 T22이다.
구 요도가와강(오카와)에 걸린 덴마바시의 남쪽에 위치한다. 원래는 교토와 오사카의 오사카 쪽 터미널에 있었지만 요도야바시 역까지 연장에 따라 중간역이 되면서 현재 이용자 수는 교바시 역과 요도야바시 역을 웃돌고 있다.

## 역사

### 연표
- 1910년 4월 15일: 게이한 전기 철도 게이한 본선 오사카 쪽의 종착역으로서 개업.
- 1913년 7월 10일: 네야가와 교량을 상류로 이동시켜, 신역사를 신축 준공. 화물 취급 개시.
- 1923년: 네야가와 교량상에 하차 전용 승강장 신설, 승강객이 완전 분리됨.
- 1932년 3월 30일: 3대째 역사 준공.
- 1933년 8월 26일: 게이한 백화점 덴마바시점 개점.
- 1943년 10월 1일: 회사 합병에 의해 게이한신 급행 전철의 역이 됨.
- 1945년
  - 6월 7일: 공습에 의해 당역과 덴마바시 운수부사무소, 덴마바시 보선사무소가 전소되었고, 화물차 1량 소실됨.
  - 6월 15일: 공습으로 역 구내 유치중의 전철 2량(304·305)이 소실됨.
- 1946년 8월 1일: 네야가와 교량에서 800형 807호가 탈선 사고, 807호는 후에 폐차됨.
- 1949년 12월 1일: 회사분할에 의해 게이한 전기 철도의 역이 됨.
- 1955년 6월 25일: 화물 취급 폐지.
- 1960년 11월 28일: 덴마바시 ~ 요도야바시 간 지하선 연장 공사・기공식.
- 1962년
  - 5월 17일: 게이한 신 본사 빌딩 준공.
  - 12월 22일: 게이한의 첫 자동매표기를 설치, 사용개시.
- 1963년 4월 16일: 게이한 덴마바시 역 지하화. 요도야바시 역의 연장에 의해 중간역이 됨. 아울러 게이한 덴마바시 지하 센터 영업 개시.
- 1966년 9월 26일: 게이한 덴마바시 지하 센터 식당거리 신장개점.
- 1967년 3월 24일: 다니마치 선 히가시우메다 ~ 다니마치 4초메 간 개업과 동시에 지하철 덴마바시역 설치.
- 1968년: 게이한 덴마바시 변전소가 건설됨.
- 1969년 8월 25일: 오사카 머천다이즈마트 빌딩(OMM빌딩)개업.
- 1979년 3월 10일: 호텔 게이한 덴마바시가 개업.
- 1985년 4월 22일: 게이한 덴마바시 역 구내 1,2번 선 승강장에서 8량 편성의 운용 개시.
- 1989년
  - 9월 1일: 게이한 덴마바시 역 구내 "종일금연" 실시.
  - 12월: 게이한 덴마바시 역 구내 3,4번 선 승강장 8량 편성화 대응 공사 준공.
- 1992년 4월 1일: 게이한 덴마바시 역 히가시구치와 1번 승강장간 에스컬레이터 설치.
- 1994년
  - 4월 1일: 게이한 덴마바시 역 동쪽 출입구와 2,3번 선 승강장간 신체장애자 대응 엘리베이터 설치.
  - 11월 1일: 게이한 역 사무소에 코인 FAX를 설치.
  - 12월 15일: 게이한 덴마바시 히가시구치 화장실 개량공사 준공, 다목적화장실·기저귀 교환대 등 설치.
- 1995년
  - 4월 1일: 게이한 덴마바시 역 히가시구치에서 공도의 슬로프 설치.
  - 6월: 게이한 역 히가시구치와 지하철 역을 묶는 엘리베이터 설치.
- 1996년 5월 31일: 게이한 역 구내 냉방화 준공, 6월 1일부터 사용 개시.
- 1998년 7월 21일: 게이한 역 상업시설 "파난테 게이한 덴마바시" 영업개시.
- 2004년
  - 4월 13일: 게이한 역 구내에 교토은행의 ATM설치, 운용개시.
  - 11월 25일: 게이한 시티 몰의 개점에 앞서, 식품 판매 플로어「DELISTA」오픈.
  - 12월: 게이한 역 히가시구치와 4번선 승강장간 엘리베이터 신설. 다목적 화장실에 오스트메이트용 흘려보내기 설치.
- 2005년 5월 27일: 마쓰야자취에 게이한 시티 몰을 개점.
- 2006년 4월 16일: 나카노시마 선 공사의 진척에 따라, 게이한 덴마바시 역의 승강장 할당이 변경됨.
- 2007년 7월 20일: 인포메이션 ~ 메이션센터 "게이한 인포메이션 스테이션" 사용개시.
- 2008년
  - 2월 26일: 기계식 차륜장 영업 개시.
  - 3월 21일: 게이한 역 나카상업시설 "파난테 게이한 덴마바시" 리뉴얼됨.
  - 3월 29일: 게이한 북쪽에 하치켄야하마 선착장이 개항. 게이한 역 히가시구치 중앙광장과 1번 승강장 간 엘리베이터를 신설.
  - 10월 19일: 나카노시마 선 개업.
- 2009년 9월: 기계식 주차장 "에코 스테이션 21게이한 덴마바시니시" 영업 개시.
- 2017년 3월 21일: 게이한 역 상업 시설 "파난테 게이한 덴마바시"가 다시 리뉴얼됨.

## 역 구조

### 게이한 전기철도
혼합식 승강장 3면 4선의 지하역이다. 중앙의 2,3번 선이 섬식 승강장이다. 여기서, 동쪽으로는 가야시마 역 네야가와 신호소까지 복복선 구간이지만, 본 역 구내에서 상하 일조로 되어 있는 복복선은 역을 나오면 입체 교차에 의한 방향별 복복선이다. 서쪽은 북쪽방향 2선(1,2번 선)이 나카노시마 방면, 남쪽의 2선(3,4번 선)이 요도야바시 방면으로 각각 복선이다.
역은 교토와 오사카 시티 몰 층과 직결되며, 개찰구과 대합실은 지하 1층, 승강장은 지하 2층에 있다. 개찰구는 동쪽 개찰구와 서쪽 개찰구 2곳이 있고, 다니마치 선 연결통로의 경우에는 동쪽 개찰구 쪽이 더 가깝다.
2008년 3월 29일, 인접하는 오카와에 하치켄야하마 선착장이 개설되었다. 이에 따르면, "수륙 교통 터미널"을 컨셉으로 역 북쪽에 하치켄야하마 선착장과 직결되는 입구 지하 승강장과 지상부를 잇는 엘리베이터, 인포메이션 센터 등이 설치되었다. 또, 선착장 설치 직전에 앞선 3월 21일에는 역 건물 내 식당가 "파난테 게이한 덴마바시"가 개장되었다.

#### 승강장
| 번호 | 노선            | 방향 | 행선                                          | 비고            |
| ---- | --------------- | ---- | --------------------------------------------- | --------------- |
| 1    | ■ 게이한 본선   | 상행 | 히라카타시・주쇼지마・산조・데마치야나기 방면 | 나카노시마 출발 |
| 2    | ■ 나카노시마 선 | -    | 와타나베바시・나카노시마 방면                 |                 |
| 3    | ■ 게이한 본선   | 상행 | 히라카타시・주쇼지마・산조・데마치야나기 방면 | 요도야바시 출발 |
| 4    | ■ 게이한 본선   | 하행 | 기타하마・요도야바시 방면                     |                 |

### 오사카시 고속 전기궤도
섬식 승강장 1면 2선의 지하역이다. 개찰구는 북쪽 개찰구와 남쪽 개찰구 2곳이다. 게이한 덴마바시 역에는 북쪽 개찰구 쪽이 가깝다. 남쪽 개찰구는 지하 1층, 북쪽 개찰구는 지하 2층, 승강장은 지하 3층에 있다. 과거에는 출구 전용 개찰이 북쪽에 존재했다.

#### 승강장
| 승강장 | 노선        | 행선                                    |
| ------ | ----------- | --------------------------------------- |
| 1      | 다니마치 선 | 다니마치 4초메・덴노지・야오미나미 방면 |
| 2      | 다니마치 선 | 히가시우메다・다이니치 방면             |

## 이용 현황
| 연도별 1일 평균 하차 승차 인원 | 연도별 1일 평균 하차 승차 인원 | 연도별 1일 평균 하차 승차 인원 | 연도별 1일 평균 하차 승차 인원 | 연도별 1일 평균 하차 승차 인원 | 연도별 1일 평균 하차 승차 인원 | 연도별 1일 평균 하차 승차 인원 |
| 연도                           | 게이한 전기철도                | 게이한 전기철도                | 게이한 전기철도                | 오사카 메트로                  | 오사카 메트로                  | 오사카 메트로                  |
| 연도                           | 특정일                         | 특정일                         | 1일 평균 승차 인원             | 특정일                         | 특정일                         | 특정일                         |
| 연도                           | 하차 인원                      | 승차 인원                      | 1일 평균 승차 인원             | 조사일                         | 하차 인원                      | 승차 인원                      |
| ------------------------------ | ------------------------------ | ------------------------------ | ------------------------------ | ------------------------------ | ------------------------------ | ------------------------------ |
| 1985년                         | 83,627                         | 40,475                         | 46,094                         | 11/12                          | 106,255                        | 53,122                         |
| 1986년                         | -                              | -                              | 45,206                         | -                              | -                              | -                              |
| 1987년                         | 88,348                         | 43,088                         | 46,003                         | 11/10                          | 114,512                        | 57,669                         |
| 1988년                         | -                              | -                              | 46,995                         | -                              | -                              | -                              |
| 1989년                         | -                              | -                              | 47,778                         | -                              | -                              | -                              |
| 1990년                         | 91,767                         | 45,040                         | 51,016                         | 11/6                           | 116,987                        | 59,264                         |
| 1991년                         | -                              | -                              | 54,374                         | -                              | -                              | -                              |
| 1992년                         | 93,143                         | 45,393                         | 49,577                         | -                              | -                              | -                              |
| 1993년                         | -                              | -                              | 48,565                         | -                              | -                              | -                              |
| 1994년                         | -                              | -                              | 48,111                         | -                              | -                              | -                              |
| 1995년                         | 86,930                         | 42,054                         | 48,195                         | 2/15                           | 106,591                        | 53,842                         |
| 1996년                         | -                              | -                              | 45,166                         | -                              | -                              | -                              |
| 1997년                         | -                              | -                              | 42,195                         | -                              | -                              | -                              |
| 1998년                         | 74,343                         | 36,165                         | 40,650                         | 11/10                          | 98,059                         | 48,865                         |
| 1999년                         | -                              | -                              | 38,393                         | -                              | -                              | -                              |
| 2000년                         | 69,037                         | 33,507                         | 37,534                         | -                              | -                              | -                              |
| 2001년                         | -                              | -                              | 35,066                         | -                              | -                              | -                              |
| 2002년                         | 64,748                         | 31,260                         | 34,147                         | -                              | -                              | -                              |
| 2003년                         | 64,887                         | 31,591                         | 32,574                         | -                              | -                              | -                              |
| 2004년                         | 60,986                         | 29,425                         | 32,036                         | -                              | -                              | -                              |
| 2005년                         | 61,177                         | 29,614                         | 32,017                         | -                              | -                              | -                              |
| 2006년                         | 58,712                         | 28,550                         | 29,930                         | -                              | -                              | -                              |
| 2007년                         | 59,164                         | 29,010                         | 29,544                         | 11/13                          | 91,033                         | 45,688                         |
| 2008년                         | 60,011                         | 29,561                         | 29,749                         | 11/11                          | 90,453                         | 45,646                         |
| 2009년                         | 59,992                         | 29,442                         | 29,108                         | 11/10                          | 91,194                         | 45,906                         |
| 2010년                         | 60,653                         | 30,220                         | 30,203                         | 11/9                           | 88,681                         | 44,701                         |
| 2011년                         | 58,414                         | 28,270                         | 30,678                         | 11/8                           | 85,315                         | 42,934                         |
| 2012년                         | 55,698                         | 27,483                         | 29,482                         | 11/13                          | 86,341                         | 43,403                         |
| 2013년                         | 55,947                         | 27,444                         | 28,736                         | 11/19                          | 85,513                         | 43,062                         |
| 2014년                         | 56,578                         | 27,817                         | 29,004                         | 11/11                          | 87,795                         | 44,340                         |
| 2015년                         | 57,629                         | 28,366                         | 29,239                         | 11/17                          | 91,519                         | 46,120                         |
| 2016년                         | -                              | -                              | -                              | 11/8                           | 90,466                         | 45,429                         |

## 역 주변
- 오사카부청 - 오사카부의회
- 오사카 합동청사 제1호관, 제3호관 - 오사카 법무국
- 오사카 보건 의료 대학
- 오테마에 병원
- 오사카 치과 대학 덴마바시 학사・부속 병원
- 니혼게이자이 신문 오사카 본사
- TV 오사카 본사・방송 센터
- 오바야시구미 본점 (오사카 오바야시 빌딩)
- OMM
  - 게이한 전기 철도 본사
  - 다이코로 본사

## 인접역
| 게이한 전기철도 ■ 게이한 본선    | 게이한 전기철도 ■ 게이한 본선 | 게이한 전기철도 ■ 게이한 본선      |
| -------------------------------- | ----------------------------- | ---------------------------------- |
| KH02 기타하마 요도야바시 방면    | 전 열차                       | 교바시 KH04 데마치야나기 방면      |
| 게이한 전기철도 ■ 나카노시마 선  |                               |                                    |
| KH51 나니와바시 나카노시마 방면  | 전 열차                       | 교바시 KH04 데마치야나기 방면      |
| ■ 오사카 메트로 다니마치선       |                               |                                    |
| T21 미나미모리마치 다이니치 방면 |                               | 다니마치 4초메 T23 야오미나미 방면 |